# Шепелюгинский переулок
Шепелюгинский переулок (7 июля 1922 года) — переулок в Москве (см. Шепелюгинская улица).

## История возникновения
Банный переулок (не следует путать с Банным переулком, расположенным в Мещанском районе) был переименован в Шепелюгинский переулок одновременно с Шепелюгинской улицей 7 июля 1922 года. Назван в честь местного домовладельца. Расположен от Старообрядческой до Душинской улицы.

## Примечательные здания и сооружения

### По нечётной стороне
- Примечательных зданий нет.

### По чётной стороне
- № 4 — Сегмент плюс.

## Транспортное обслуживание
По Шепелюгинскому переулку общественный городской транспорт не проходит. На Душинской улице, у дома 7, расположена остановка «Шепелюгинский переулок» автобусов 759, 805.
Ближайшие станции метро —  Авиамоторная,  Авиамоторная,  Площадь Ильича и  Римская.
Ближайшие железнодорожные станции —  Авиамоторная,  Москва-Товарная и  Серп и Молот.